# باسكتماوث
باسكتماوث (بالإنجليزية: Basketmouth)‏ واسمه الحقيقي برايت أوكبوتشا هو ممثل وكوميدي نيجيري ولد في يوم 14 سبتمبر 1978 في مدينة لاغوس. تخرج من جامعة بنين وحصل على عدة جوائز في الكوميديا.

## روابط خارجية
- باسكتماوث على موقع ميوزك برينز (الإنجليزية)